# Siphona ingerae
Siphona ingerae là một loài ruồi trong họ Tachinidae.